# Орлик Світлана Микитівна
Світла́на Мики́тівна О́рлик (нар. 10 лютого 1953; Коростишів) — український хімік, член-кореспондент НАН України, доктор хімічних наук, професор. Лауреат Державної премії України в галузі науки і техніки.

## Біографія
Народилася 10 лютого 1953 на Житомирщині.
У 1976 році закінчила Київський політехнічний інститут, а у 1981 — аспірантуру.
З 1976 — працює в Інституті фізичної хімії НАН України, пройшла кар'єрними щаблями від інженера до завідувача наукового відділу каталітичних окисно-відновних процесів.
У 1982 році захистила кандидатську дисертацію (спеціальність — хімічна кінетика і каталіз).
У 1998 році захистила докторську дисертацію на тему: «Селективне відновлення оксидів азоту NOx на складних металвмісних каталізаторах».
У 2009 здобула вчене звання «професор».

## Науковий доробок
Автор 300 наукових праць, зокрема 140 статей, 17 патентів тощо. Працює над створенням нових гетерогенно-каталітичних процесів та каталізаторів нового покоління на основі наноматеріалів, зокрема нанофазних метал-оксидних, нанопористих носіїв стільникової структури. Серед досягнень можна виділити закладання наукових засад гетерогенно-каталітичних процесів знешкодження техногенних газових викидів, перетворення «парникових» газів, одержання водневого палива шляхом риформінгу природного газу та метанолу.

## Нагороди
- орден княгині Ольги III ступеня (28 листопада 2019) — за значний особистий внесок у державне будівництво, соціально- економічний, науково-технічний, культурно-освітній розвиток Української держави, вагомі трудові досягнення, багаторічну сумлінну працю[5];
- Державна премія України в галузі науки і техніки (2008) за цикл наукових праць «Адсорбовані шари на поверхні перехідних металів: структура, електронні процеси, тертя, кінетика формування, каталіз» (в складі авторського колективу)[6];
- Премія НАН України імені Л. В. Писаржевського (2000; робота «Проблема селективності в складних і суміщених гетерогенно-каталітичних реакціях», спільно з Марценюк-Кухарук Марією та П'ятницьким Юрієм);
- Премія НАН України для молодих учених і студентів вищих навчальних закладів за кращі наукові роботи (1985; робота: Цикл робіт «Каталізатори та кінетичні закономірності процесу окислення оксиду вуглецю»);

## Публікації
- Орлик С. М., Соловйов С. О., Капран А. Ю., Губарені Є. В. Одержання водню шляхом комбінованого риформінгу природного газу та метанолу на структурованих каталізаторах. // Колективна монографія «Водень в альтернативній енергетиці та новітніх технологіях» /за ред. В. В. Скорохода, Ю. М. Солоніна/ — С. 48—54. — К.: «КІМ», 2015. — 294 с.
- Орлик С. Н., Соловьев С. А., Капран А. Ю., Канцерова М. Р., Кириенко П. И., Губарени Е. В. Структурно-функциональный дизайн нанокомпозитных катализаторов для процессов продуцирующего и экологического катализа. // Хімія, фізика та технологія поверхні. — 2015. — 6, № 3. — С. 273—304.
- S.M. Orlyk, T.M. Boichuk, P.I. Kyriienko, N.O. Popovych. Structure-Functional Design of Catalysts for Nitrogen (I), (II) Oxides Reduction // Adsorption Science and Technology, 2015. — 33, N 6-8. — P. 595—600.
- Орлик С. Н., Шашкова Т. К. Влияние состава и структурно-размерных характеристик композитов на основе стабилизированного диоксида циркония и оксидов переходных металлов (Cu, Co, Ni) на их каталитические свойства в реакциях окисления метана. // Кинетика и катализ. — 2014. — 55, № 5. — С. 628—641.
- Orlyk S.N. Design of bifunctional catalysts for nitrogen(I), (II) oxides reduction by C1-, C3–C4-hydrocarbons at H2O and SO2 presence. // Catal. Today. — 2012. — 191.- P. 79-86.
- Орлик С. Н., Миронюк Т. В., Бойчук Т. М. Структурно-функциональный дизайн катализаторов конверсии оксидов азота(I) (II). // Теоретическая и экспериментальная химия. — 2012. — 48, № 2. — С. 67-87.
- Орлик С. М., Соловйов С. О., Петрова Н. В., Яковкін І. М. Моделювання реакції окислення СО на поверхні металів платинової групи та створення ефективних каталізаторів знешкодження автомобільних викидів. // Укр. фіз. журн./Огляди. — 2008. — 4, № 1. — С. 64—79.
- Орлик С. Н. Комбинированное влияние окислительно-восстановительных свойств катализаторов в редокс-превращениях оксидов азота и метана. // Кинетика и катализ. — 2008.- 49, № 4.- С. 562—569.
- Орлик С. Н., Миронюк Т. В., Анич И. Г. Влияние природы носителя на свойства Со-, In-оксидных катализаторов в СКВ NO метаном. // Катализ в промышленности. — 2008. — № 6. — С. 22—30
- Myronyuk T.V., Orlyk S.N. Effect of rhodium on the properties of bifunctional MxOy/ZrO2 catalysts in the reduction of nitrogen oxides by hydrocarbons. // Appl. Catal. B: Environ.- 2007.- 70, N 1-4.- P.58-64.
- Орлик С. Н. Современные проблемы селективного каталитического восстановления оксидов азота (NOx). // Теорет. и эксперим. химия. — 2001. — 37, № 3. — С. 133—157.
- Orlik S.N., Struzhko V.L. Influence of synergistic effects on the selective catalytic reduction of NOx with CnHm over zeolites.// Stud. Surf. Sci. Catal.- 2001. — 135.- P.326-333.